# Кукуєць (Олт)
Кукуєць, Кукуєці (рум. Cucueți) — село у повіті Олт в Румунії. Входить до складу комуни Вергуляса.
Село розташоване на відстані 140 км на захід від Бухареста, 20 км на північ від Слатіни, 53 км на північний схід від Крайови.

## Населення
За даними перепису населення 2002 року у селі проживали 385 осіб, з них 384 особи (99,7%) румунів. Усі жителі села рідною мовою назвали румунську.